# Gyilkos ösvény
A Gyilkos ösvény (eredeti cím: Out of Death) 2021-ben bemutatott amerikai bűnügyi-thriller Mike Burns rendezésében. A főszerepben Bruce Willis és Jaime King látható. A film premierje a mozikban és Video on Demand-on 2021. július 16-án volt.

## Cselekmény
Jack Harris nyugdíjba vonult zsaru nem rég vesztette el feleségét rákban. Amikor találkozik egy Shannon nevű magányos túrázóval, aki a korrupt rendőrök elől menekül, elhatározza, hogy bármi áron, de segít neki a gyilkos ösztöneire hagyatkozva. Hogy túléljék a vadont és a benne élő emberi ragadozókat, együtt kell működniük.

## Szereplők
| Szerep          | Színész         | Magyar hang       |
| --------------- | --------------- | ----------------- |
| Shannon Mathers | Jaime King      | Nemes Takách Kata |
| Jack Harris     | Bruce Willis    | Dörner György     |
| Billie Jean     | Lala Kent       | Lamboni Anna      |
| Tom             | Tyler Jon Olson | Crespo Rodrigo    |
| Hank Rivers     | Michael Sirow   | Forgács Péter     |
| Joanna Kern     | Megan Leonard   | N/A               |
| Pam             | Kelly Greyson   | Zakariás Éva      |
| Tetovált férfi  | Oliver Trevena  | N/A               |

## Filmkészítés
A forgatásra 2020 novemberében került sor. A teljes filmet mindössze kilenc nap alatt forgatták le a COVID-19 világjárvány miatt. A felgyorsított ütemtervet azért hozták össze, hogy csökkentsék a szakszervezeti szabályok és protokollok miatti forgatási leállás kockázatát. A Gyilkos ösvény az egyik első olyan film volt, amelyet a világszintű karantén után kezdtek el gyártani. A filmet eredetileg 2020 áprilisában forgatták volna, de a járvány miatt elhalasztották. A laboratóriumban fellépő komplikációk miatt a szereplők és a stáb nem kaptak engedélyt a forgatásra, és a forgatás megkezdése előtt több nap késedelembe került a forgatás. Ennek eredményeként a rendező, Mike Burns egy nap alatt leforgatta Bruce Willis összes jelenetét.

## Fordítás
- Ez a szócikk részben vagy egészben  az   Out of Death című angol Wikipédia-szócikk fordításán alapul.  Az eredeti cikk szerkesztőit annak laptörténete sorolja fel. Ez a jelzés csupán a megfogalmazás eredetét és a szerzői jogokat jelzi, nem szolgál a cikkben szereplő információk forrásmegjelöléseként.